# Veijo Meri
Veijo Väinö Valvo Meri (Viipuri, 31 de diciembre de 1928 - 21 de junio de 2015) fue un escritor finés modernista galardonado en 1973 con el Premio de Literatura del Consejo Nórdico. Su obra incluye obras de teatro, novelas o poemarios y ha sido traducida a 24 idiomas.
Se graduó en secundaria en Hämeenlinna y estudió historia. Es doctor honoris causa por la Universidad de Helsinki (18 de abril de 1990) 

### Prosa
- Ettei maa viheriöisi, 1954, relato corto.
- Manillaköysi1957
- Irralliset, 1959, novela.
- Vuoden 1918 tapahtumat, 1960, novela.
- Sujut, 1961, novela.
- Tilanteita, 1962, relato corto.
- Manillaköysi ja kahdeksan novellia sodasta ja sotilaselämästä, 1962, relato corto.
- Peiliin piirretty nainen, 1963, novela.
- Stipendiaatti, 1963, relato corto.
- Tukikohta, 1964, novela.
- Novellit, 1965, relato corto.
- Everstin autonkuljettaja, 1966, novela
- Veijo Meren sotaromaanit 1–2,novelas, 1966.
- Yhden yön tarinat, 1967, novela.
- Suku, 1968, novela.
- Veijo Meren romaanit 1, 1968, novela.
- Sata metriä korkeat kirjaimet, 1969, relato corto.
- Valitut teokset, 1969.
- Kersantin poika, 1971, novela.
- Morsiamen sisar ja muita novelleja, relato corto., 1972.
- Leiri, 1972, relato corto.
- Keskeiset teokset 1&4, 1975.
- Mielen lähtölaskenta, 1976..
- Toinen sydän, 1978.
- Valitut novellit, 1979, relato corto.
- Jääkiekkoilijan kesä, 1980, novela.
- Ylimpänä pieni höyhen, 1980, runoja.
- Sanojen synty, 1982, diccionario etimológico.
- Novellit, 1985, relato corto.

### Poemarios
- Runoilijan kuolema, 1985.
- Yhdessä ja yksin, 1986.
- Kevät kuin aamu, 1987.
- Lasiankeriaat, 1990.
- Kun, 1991.

### Ensayo
- Kaksitoista artikkelia, 1967.
- Aleksis Stenvallin elämä, 1973.
- Kuviteltu kuolema, 1974.
- Goethen tammi, 1978.
- Tuusulan rantatie, 1981
- Julma prinsessa ja kosijat, 1986
- Elon saarel tääl, Aleksis Kiven taustoja, 1984.
- C. G. Mannerheim – Suomen Marsalkka, 1988.
- Tätä mieltä, 1989
- Amleth ja muita Hamleteja, 1992, essais.
- Maassa taivaan saranat: Suomalaisten historia vuoteen 1814, Otava ,1993
- Huonot tiet, hyvät hevoset; Suomen suuriruhtinaskunta vuoteen 1870, 1994.
- Ei tule vaivatta vapaus; Suomi 1870–1920, 1995.
- Suurta olla pieni kansa; Itsenäinen Suomi 1920;1940, 1996.
- Pohjantähden alla, kirjoituksia Suomen historiasta, 1999.
- Olavi Paavolainen, 1990, documentaire.
- Kirjoittanut osuuden Suurmiehen luonne teokseen Mannerheim Sotilas ja ihminen, 1992.

### Obras de teatro y emisiones radiofónicas
- Suomen paras näyttelijä, 1964, kuunnelma.
- Vapaa iltapäivä, 1965, TV.
- Sotamies Jokisen vihkiloma, 1965.
- Taksikuski, 1967, radio
- Uhkapeli, 1968.
- Maaottelussa, 1969, radio.
- Kaupungin valtaus, 1969, TV.
- Näytelmiä, 1970.
- Nuorempi veli, 1970..
- Hyvää yötä, tohtori Bergbom, 1973, radio.
- Aleksis Kivi, 1974.
- Kaksi komediaa: Sano Oili vaan, Syksy 1939, 1978.

## Premios
- 1958, 1961, 1962, 1964, 1969, 1974, 1976, Premio estatal de literatura
- 1963, Premio Sillanpää
- 1966, Premio Bergbom
- 1972, Premio Aleksis Kivi
- 1980, Premio Otava
- 1973, Premio de Literatura del Consejo Nórdico
- 1966, Premio SKS.
- 1964, Premio Yleisradio
- 1995, Premio del Gran Club del libro finlandés.
- 2004, Premio Eino Leino
- 2005, Premio de la Unión de escritores finlandeses.